# Heinrich Zollinger

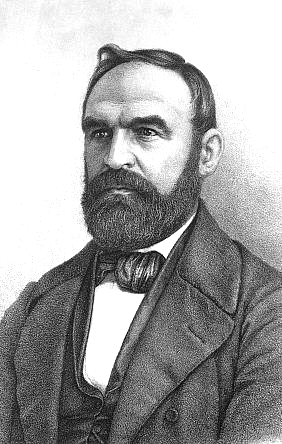
Heinrich Zollinger

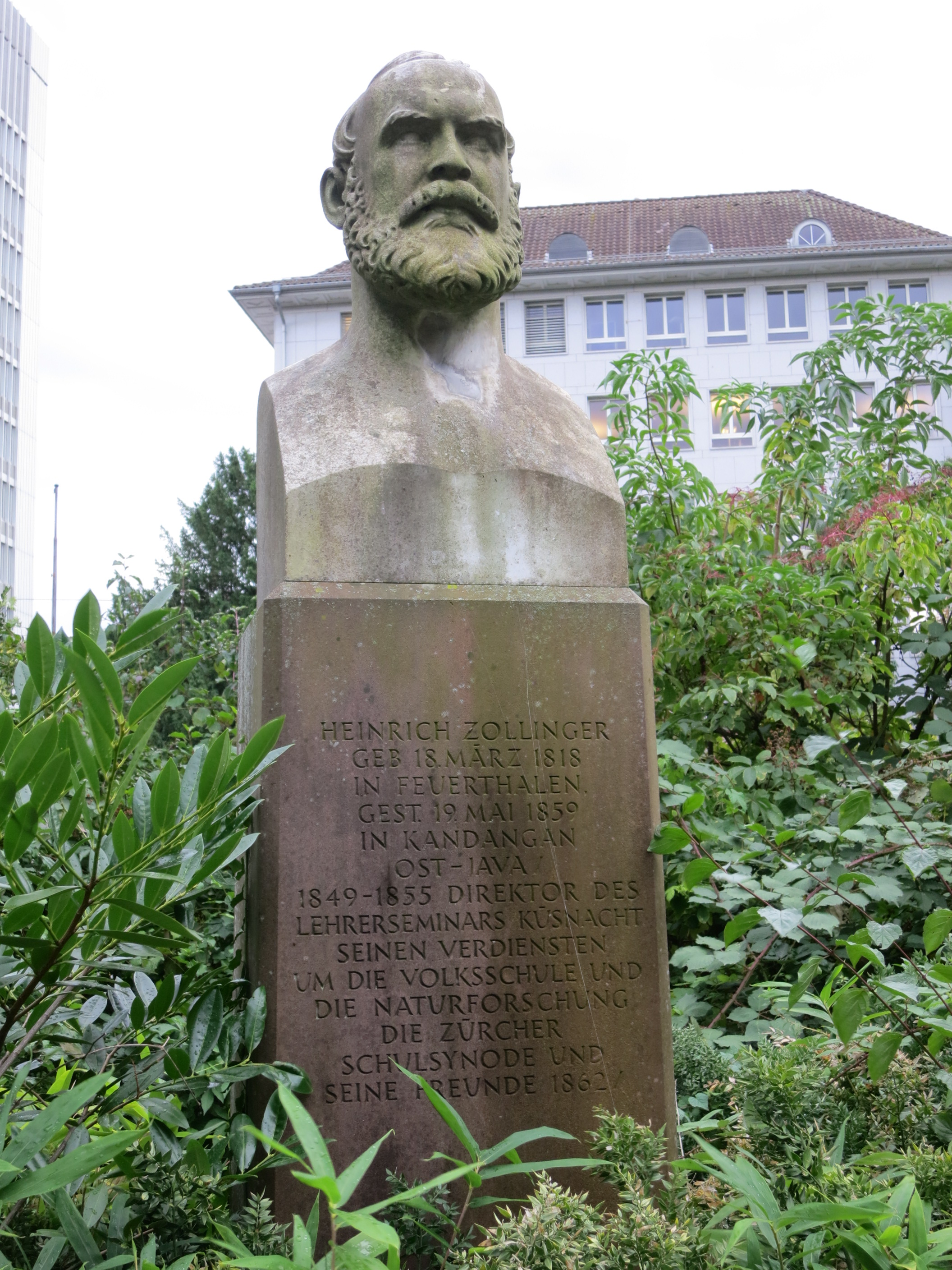
Büste von Heinrich Zollinger im Alten Botanischen Garten Zürich

Heinrich Zollinger (* 22. März 1818 in Feuerthalen im Kanton Zürich; † 19. Mai 1859 in Kandangan auf Java) war ein Schweizer Botaniker. Sein offizielles botanisches Autorenkürzel lautet „Zoll.“

## Leben und Wirken
Der hochbegabte Bauernsohn besuchte das kantonale Lehrerseminar in Küsnacht, das geleitet wurde von dem charismatischen Direktor Ignaz Thomas Scherr (1801–1870), der Zollingers Förderer und Freund wurde und dies bis an dessen Lebensende bleiben sollte. Schon während der Ausbildung arbeitete der 18-jährige Zollinger als Hilfslehrer an einer Volksschule. Sein eigentlicher Traum war es jedoch, Naturforscher zu werden.
1837/38 studierte Zollinger zwei Semester lang Botanik in Genf bei Augustin und Alphonse de Candolle, musste sein Studium jedoch aus Geldnot wieder aufgeben. Er ließ sich jedoch nicht von seinem Wunschtraum abbringen.
1842 gab er seine Sekundarlehrerstelle in Herzogenbuchsee auf und ging als Privatmann nach Niederländisch-Indien, auf die Insel Java. Er versuchte seinen Lebensunterhalt als Pflanzensammler für Herbarien europäischer Museen und Privatleute zu verdienen, ein schwieriges Unterfangen, trotz der Unterstützung durch beide de Candolles. Anfangs wohnte er gratis bei einem Schweizer Plantagenbesitzer in Westjava. Nach dessen Tod 1843 halfen ihm der Obergärtner des Botanischen Gartens in Buitenzorg, heute Bogor, Johannes Elias Teysmann und der Publizist Baron Wolter Robert van Hoëvell, über die Runden zu kommen. Zollinger ordnete das Herbarium des Botanischen Gartens, arbeitete am Katalog und schrieb Artikel für Hoevells Zeitschrift „Tijdschrift voor Nederlandsch-Indië“. Hin und wieder bekam er von der niederländischen Kolonialregierung die Genehmigung und finanzielle Unterstützung für Forschungsreisen.
1844 verbrachte er fast ein Jahr in den noch wenig bekannten Regionen Ostjavas, gleichzeitig mit Franz Wilhelm Junghuhn, dem er jedoch aus dem Wege ging, weil er ihn als Konkurrenten betrachtete. 1845 und 1846 war Zollinger jeweils für kurze Zeit auf Bali als Begleiter der militärischen Strafaktionen gegen die Balinesen. In der zerstörten nordbalinesischen Stadt Buleleng, dem heutigen Singaraja, sammelte er Manuskripte und Kunstgegenstände und fuhr von dort weiter nach der Insel Lombok.
1847 erhielt er vom General-Gouverneur Jan Jacob Rochussen den Auftrag, die Kleinen Sunda-Inseln zu erforschen und ging über Makassar nach der Insel Sumbawa, wo er eine Besteigung des Berges Tambora unternahm, eine Exkursion, die seit dem grossen Ausbruch dieses Vulkans im Jahr 1815 noch niemand gewagt hatte.
1848 kehrte Zollinger völlig frustriert in die Schweiz zurück, da er keine Zukunft für sich auf Java sah. Seine Bemühungen um eine feste Anstellung im kolonialen Regierungsdienst waren immer wieder fehlgeschlagen. In Zürich schien eine steile Karriere im Schuldienst auf ihn zu warten. Er wurde Direktor der  Seminars in Küsnacht, aber Java liess ihn nicht los.
1855 gab er seine Stellung als Direktor auf. Zusammen mit seiner Ehefrau, zwei Söhnen Heinrich und Alphons, einer Tochter Klara und einer Privatlehrerin Catharina Alder aus Küsnacht, Schweiz reiste er nach Java zurück, um eine Kokospflanzung in Rogojampi bei Banjuwangi in Ostjava anzulegen. Sein ältester Sohn Heinrich starb am 26. Mai 1856, gerade mal 5-jährig, an der Dysenterie, auch rote Ruhr genannt. Das Unternehmen machte bereits gute Fortschritte, als Zollinger ebenfalls schwer an der Dysenterie erkrankte, Spätfolge einer Malaria aus früherer Zeit. Der Arzt schickte ihn zur Erholung ins Bromo-Gebirge, nach Kandangan. Dort starb Zollinger 1859, erst 41 Jahre alt.
Er hatte ein grosses naturwissenschaftliches Werk über Java schreiben wollen, den Plan aber aufgegeben, als er erfuhr, dass sein Rivale Franz Junghuhn das Gleiche vorhatte und in seinem Bemühen schon weiter fortgeschritten war. So hinterliess er nur eine Reihe von wissenschaftlichen Aufsätzen und ein unveröffentlichtes privates Tagebuch aus den Jahren 1841–1848.

## Ehrungen
Die Pflanzengattung Zollingeria Kurz aus der Familie der Seifenbaumgewächse (Sapindaceae) ist nach ihm benannt.

## Werke
- Heinrich Zollinger: Reise durch Ostjava. In: Frorieps Fortschritte der Geographie und Naturgeschichte, Nr. 47, 1847.
- Observationes phytographicae ... 1844–1846[2]
- Systematisches Verzeichnis der im Indischen Archipel in den Jahren 1842 bis 1848 gesammelten, sowie der aus Japan empfangenen Pflanzen. Zürich (1854–1855).
- Über Pflanzenphysiognomik im Allgemeinen und diejenige der Insel Java insbesondere. Zürich, 1855
- Besteigung des Vulkans Tambora auf der Insel Sumbawa und Schilderung der Erupzion desselben im Jahre 1815, Winterthur 1855.